# Spotkania (film)
Spotkania – czarno-biały polski film obyczajowy z 1957 roku (76 minut), w reżyserii Stanisława Lenartowicza. Autorem scenariusza jest również Stanisław Lenartowicz. Film miał premierę 18 listopada 1957 roku.

## Charakterystyka
Na film składają się cztery historie ukazujące różne oblicza miłości.
W pierwszej części dwoje młodych ludzi, Wiktor i jego dziewczyna Maja wraz ze starszymi pracownikami archiwum filmowego oglądają stare, przedwojenne filmy. Gdy seans dobiega końca między Wiktorem a Mają dochodzi do kłótni. Dziewczyna jest w ciąży i chce od mężczyzny pieniędzy na aborcję. W pewnym momencie Wiktor uderza ją w twarz. Maja upadając przewraca kolumny starych taśm filmowych.
Druga część opowiada historię ładnej, młodej dziewczyny, Janki, która przyjeżdża odwiedzić swoją ciotkę. Gdy okazuje się, że ciotka po wyjściu za mąż odstąpiła swoje mieszkanie młodemu artyście, Jackowi, dziewczyna postanawia odzyskać je. Podstępem zmusza go do wyprowadzki. Jacek ma dodatkowy problem, coraz gorzej układają się jego kontakty z narzeczoną Irminą. Niespodziewanie, Jacek i Janka odkrywają, że stali się sobie bliscy.
W trzeciej części poznajemy historię młodego poety Janka, który od długiego czasu skrycie kocha swoją służącą Faustynę. Niezmiernie nieśmiały jednak, nie ma odwagi wyznać jej swoich uczuć. Pewnej nocy Janek gości w swoim domu znanego literata, Wacława Kisieleckiego. Janek, pod wpływem alkoholu zwierza mu się, ze swojego problemu. Jego gość również zdaje się być zafascynowany młodą służącą. Obaj mężczyźni, zajęci rozmową nie zauważają, że kobieta ulega szoferowi Kisieleckiego...
Akcja czwartej części rozgrywa się na terytorium Wielkiej Brytanii w czasie II wojny światowej. Młody polski pilot Janusz jest zmuszony do przymusowego lądowania. Na pas lotniska bezpiecznie sprowadza go Jane, radiotelegrafistka polskiego pochodzenia. Młodzi Polacy spędzają ze sobą zaledwie godzinę w oczekiwaniu na naprawę samolotu. Początkowo banalny dialog przeradza się we wzajemną fascynację i uczucie. Wspólne chwile zostają przerwane – Janusz dostaje wezwanie do bazy i musi odlecieć. Tę scenę wyróżnia częściowe zastosowanie dialogów anglojęzycznych.

## Obsada
- Ligia Borowczyk – Maja (pierwsza część)
- Adam Fiut – Wiktor (pierwsza część)
- Maria Kaniewska – Stefania, pracownica archiwum fotograficznego (pierwsza część)
- Tadeusz Woźniak – Adam, pracownik archiwum fotograficznego (pierwsza część)
- Alicja Jankowska – Janka (druga część)
- Mieczysław Gajda – Jacek, student ASP (druga część)
- Bogdan Baer – student ASP (druga część)
- Stanisław Igar – profesor ASP (druga część)
- Zofia Jamry – modelka (druga część)
- Wanda Majerówna – Irmina, narzeczona Jacka (druga część)
- Barbara Modelska – Faustyna (trzecia część)
- Kazimierz Orzechowski – Janek (trzecia część)
- Wieńczysław Gliński – pisarz Wacław Kisielecki (trzecia część)
- Emil Karewicz – Konstanty, szofer Kisieleckiego (trzecia część)
- Urszula Modrzyńska – Jane (czwarta część)
- Bogusz Bilewski – Janusz (czwarta część)
- Henryk Hunko – mechanik (czwarta część)
- Józef Pieracki – oficer w kasynie (czwarta część)
- Wiktor Grotowicz – mąż Jane (czwarta część)

## Pierwowzory literackie
- dla części pierwszej: opowiadanie Śliczna dziewczyna Marka Hłaski
- dla części drugiej: opowiadanie Zuchwała panienka Kornela Makuszyńskiego
- dla części trzeciej: opowiadanie Stracona noc Jarosława Iwaszkiewicza
- dla części czwartej: opowiadanie Lotnisko Stanisława Dygata